# Urocinasa
La urocinasa, també anomenada activador del plasminogen tipus urocinasa (uPA, de l'anglès urokinase-type plasminogen activator) és un enzim serina proteasa present en els éssers humans i altres animals. La proteïna urocinasa humana va ser descoberta per McFarlane i Pilling al 1947. Va ser aïllada originàriament de l'orina dels humans, i és present també a la sang i a la matriu extracel·lular de molts teixits. El substrat fisiològic principal d'aquest enzim és la plasmina, que és una forma inactiva (zimogen) de la serina proteasa plasmina. L'activació de la plasmina desencadena una cascada de proteòlisi el qual, depenent de les condicions fisiològiques de l'ambient, participa en la trombòlisi o degradació de la matriu extracel·lular. Aquesta cascada s'ha implicat en malalties vasculars i la progressió del càncer.
La urocinasa està codificada en l'espècie humana pel gen PLAU (activador del plasminogen, urocinasa; de l'anglès plasminogen activator, urokinase) situat al cromosoma 10. El mateix símbol representa el gen en altres espècies animals.

## Funció
El gen PLAU codifica una serina proteasa que intervé en la degradació de la matriu extracel·lular i la possibilitat de migració i proliferació de la cèl·lula tumoral. Un polimorfisme específic d'aquest gen podria estar associat amb la malaltia d'Alzheimer, d'aparició tardana i una disminució de l'afinitat d'unió a fibrina. La proteïna codificada per aquest gen converteix el plasminogen en plasmina per escissió específica d'un enllaç Arg-Val en el plasminogen. La proproteïna d'aquest gen és escindida en l'enllaç Lys-Ile per la plasmina per formar un derivat de dues cadenes en el qual un sol enllaç disulfur connecta la cadena amino terminal A a la cadena carboxi terminal B, que és catalíticament activa. Aquest derivat de les dues s'anomena HMW-uPA (uPA d'alt pes molecular). La HMW-uPA pot ser processada després a LMW-uPA (uPA de baix pes molecular) per escissió de la cadena A en una cadena A curta (A1) i un fragment amino terminal. La LMW-uPA és proteolíticament activa, però no s'uneix al receptor d'uPA.

## Estructura
La urocinasa és una proteïna de 411 residus d'aminoàcids, que consta de tres dominis: el domini serina proteasa, domini kringle, i el domini del factor de creixement. La urocinasa se sintetitza com una cimóxeno (prourocinasa o urocinasa una sola cadena), i és activat per divisió utilitzada per reunir entre Lys158 i Ile159. Les dues cadenes resultants es mantenen units per un enllaç disulfur.

## Interaccions
Els inhibidors més importants d'urocinasa els sons de la serpina inhibidora de l'activador del plasminogen 1 (PAI-1) i l'inhibidor de l'activador del plasminogen 2 (PAI-2), que inhibeix irreprensiblement l'activitat de la proteasa. En la matriu extracel·lular, la urocinasa està adherit al plasma de la membrana per la seva interacció amb el receptor de la urocinasa.

Fibrinòlisi (simplificat). Els botons de fletxes indiquen l'estimulació i el vermell, la inhibició.

La uPa també interactua amb l'inhibidor de la proteïna C.

## Aplicacions clíniques
La urocinasa s'utilitza clínicament com a agent trombolític en el tractament de la trombosi de venes profundes greu o de masses, embòlia pulmonar, infart de miocardi i l'oclusió de cànules intravenosa o diàlisi. També si gestioneu intrapleuralment per millorar el drenatge d'efusions pleurals complicat i empiemes. La urocinasa comercialitzada com Abbokinase o Kinlytic i competeix amb l'activador de la plasminogen teixit recombinant (per exemple, alteplase) com fàrmac trombolític pels atacs de cor. No obstant això, la urocinasa no és molt selectius pel plasminògen regne unit la formació de coàguls sanguinis, la diferència de l'activador de la plasminogen tissular (TPA), que preferentment interactua amb el plasminogen regne unit per a la formació de coàguls sanguinis. Com la urocinasa s'uneix gairebé en igual proporció, el plasminogen que circula lliure i el regne unit per a coàguls, causa una important fibrinogenòlisi i fibrinòlisi coàguls, que fa el seu ús menys favorable que la del TPA.